# Ghiacciaio Scilla
Il ghiacciaio Scilla è un ampio ghiacciaio situato sulla costa di Lars Christensen, in Antartide. In particolare il ghiacciaio, il cui punto più alto si trova circa 1500 m s.l.m., fluisce in verso est, scorrendo tra la dorsale Athos e dorsale Porthos, due diramazioni dei monti del Principe Carlo, fino ad andare ad alimentare la parte occidentale della piattaforma glaciale Amery.

## Storia
Il ghiacciaio Scilla è stato scoperto nel dicembre 1956 dal  reparto meridionale di una delle spedizioni australiane di ricerca antartica comandato da W.G. Bewsher ed è stato così battezzato in associazione con il leggendario mostro omerico Scilla, a causa delle grandi difficoltà che i membri della spedizione, intenti all'esplorazione della regione, hanno dovuto superare per attraversarlo.